# Henrik Stampe (politiker)
 Der er flere personer med dette navn, se Henrik Stampe.
Henrik Stampe (født 14. september 1803 i Nørre Kirkeby, død 21. marts 1860 i Falkerslev) var en dansk godsejer og politiker., bror til Ole Henrik og Tyge Rothe Stampe.
Han var søn af sekretær, senere ejer af Skørringe, kammerherre Carl Adolph Stampe og Caroline født Rothe, blev 1821 student fra Nykøbing Katedralskole, 1826 cand. jur., 1829 auskultant i Rentekammeret, men fik 1831 permission for at bestyre Skørringe for moderen. Stampe blev 1845 ejer af gården, 1832 kammerråd, 1843 justitsråd, 1851 etatsråd og 1. januar 1859 Ridder af Dannebrog.
Stampe var kongevalgt medlem (for grundejerne) af Stænderforsamlingen i Roskilde 1846; 1832-45 landvæsenskommissær; 1832-45 tiendekommissær for Falster; fra 1832 medlem af Maribo Amtsråd og var 29. december 1849 til 3. juni 1853 medlem af Landstinget (5. kreds) og 1850 medlem af den overordentlige Tiendekommission.